# Серый дельфин
Се́рый дельфи́н, или дельфин Риссо (лат. Grampus griseus) — вид млекопитающих семейства дельфиновых. Единственный представитель рода серых дельфинов (Grampus). Распространён в открытых и прибрежных водах практически по всему миру за исключением западного побережья Африки, северо-востока Южной Америки и полярных морей. В водах России серый дельфин встречается только близ южной части Курильских островов.

## Описание
Взрослая особь может достигать веса от 300 до 500 кг. Длина до 4 м.
Питается преимущественно головоногими моллюсками. Спинной плавник серого дельфина высокий, глубоко вырезанный на заднем крае и чуть сдвинутый в переднюю половину тела. Типичный для других дельфиновых клюв отсутствует. По телу разбросаны светлые пятна, полоски и царапины, нанесенные зубами сородичей и моллюсками.
Детёныши рождаются зимой и достигают половой зрелости при достижении трёхметровой длины. Известны случаи получения гибридов с афалинами.
Длительность жизни серого дельфина — до 30 лет.

## Прочие сведения
- Серый дельфин по кличке Пелорус Джек два десятилетия с 1888 по 1912 год, сопровождал корабли как лоцман, указывая им путь в непогоду между двумя островами Новой Зеландии. За это новозеландский парламент даровал ему охранную грамоту, запрещающую убивать и обижать этого дельфина[4]. Маори считали Пелорус Джека воплощением божества Тухиранги — покровителя мореплавателей.

- В конце 1980-х годов дрессировщику Андрэ Коуэну из Мэрилендского океанариума удалось научить серого дельфина петь популярную песню. Голос дельфина нельзя было назвать сильным и чистым, но у него явно имелся хороший музыкальный слух[5].